# Marco Antonio Ansidei
Marco Antonio Ansidei (ur. 1 września 1671 w Perugii, zm. 14 lutego 1730 w Rzymie) – włoski kardynał.

## Życiorys
Urodził się 1 września 1671 roku w Perugii, jako syn Giuseppeego Ansideiego i Deianiry Eugeni. Studiował na Uniwersytecie w Perugii, gdzie uzyskał doktorat utroque iure. Następnie został referendarzem Trybunału Obojga Sygnatur i audytorem Kamery Apostolskiej. 12 czerwca 1724 roku został tytularnym arcybiskupem Damietty, a 9 lipca przyjął sakrę. W tym samym roku został asystentem Tronu Papieskiego. 9 grudnia 1726 roku został kreowany kardynałem in pectore. Tydzień później został arcybiskupem ad personam Perugii. Jego nominacja na kardynała prezbitera i nadano mu kościół tytularny San Pietro in Montorio. Zmarł 14 lutego 1730 roku w Rzymie.